# Hvorslev Kirke
Hvorslev Kirke ligger i landsbyen Hvorslev ca. 10 km SV for Randers (Region Midtjylland).

## Eksterne kilder og henvisninger
- Hvorslev Kirke på KortTilKirken.dk